# یواس‌اس آنتیگونه (آی‌دی-۳۰۰۷)
یواس‌اس آنتیگونه (آی‌دی-۳۰۰۷) (به انگلیسی: USS Antigone (ID-3007)) یک کشتی است که طول آن ۵۱۸ فوت ۱ اینچ (۱۵۷٫۹۱ متر) می‌باشد. این کشتی در سال ۱۹۰۰ ساخته شد.